# Борего Спрингс (Калифорнија)
Борего Спрингс (енгл. Borrego Springs) насељено је место без административног статуса у америчкој савезној држави Калифорнија.

## Демографија
По попису из 2010. године број становника је 3.429, што је 894 (35,3%) становника више него 2000. године.
| Група             | 2000.         | 2010.         |
| Белци             | 1.655 (65,3%) | 2.140 (62,4%) |
| Афроамериканци    | 25 (1,0%)     | 20 (0,6%)     |
| Азијати           | 6 (0,2%)      | 22 (0,6%)     |
| Хиспаноамериканци | 822 (32,4%)   | 1.218 (35,5%) |
| Укупно            | 2.535         | 3.429         |